# Фальката

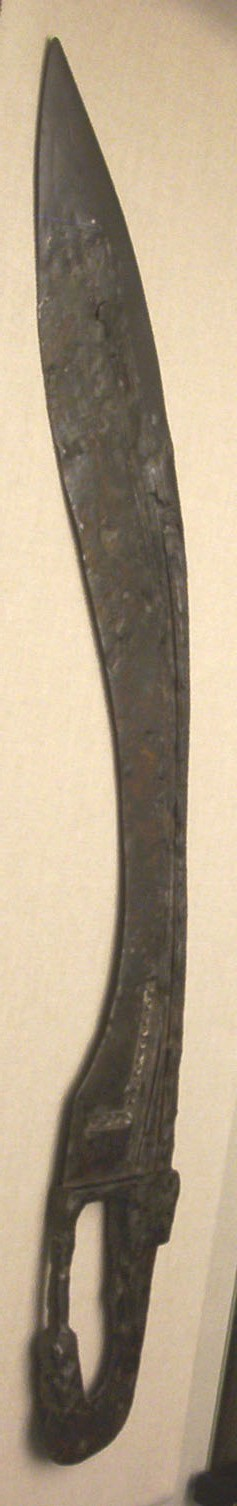
Иберийская фальката, IV век до нашей эры, Национальный археологический музей, Мадрид.

Фальката (исп. Falcata, лат. Machaera Hispanica) — тип серповидного меча с внутренней, в основном односторонней заточкой, употребляемый в до-римской Испании, подобный греческому кописy или непальскому кукри. Слово «фальката» появилось только в XIX веке, вероятно, благодаря Фернандо Фульгосио (исп. Fernando Fulgosio), который создал его в 1872 году на основе латинского словосочетания ensis falcatus (с лат. — «серповидный меч»). Название «фальката» очень быстро завоевало популярность, и на данный момент укоренилось в литературе. В Древнем Риме такой меч назывался machaera Hispanica (с лат. — «испанская сабля», «испанская махайра»), поскольку был заимствован римлянами от воинов Иберии (Испании).

## Описание
Фальката имеет заточенный с одной стороны клинок, изогнутый вперед к острию, лезвие при этом вогнутое на нижней части меча, и выпуклое на верхней. Такая форма распределяет вес таким образом, что фальката способна наносить удар с импульсом топора, сохраняя при этом режущие свойства клинка. Эфес обычно выполнен в форме крюка, конец которого имеет форму лошади или птицы. Часто есть тонкая цепь, соединяющая конец эфеса с его верхней частью. В основном, это было оружие с односторонней заточкой, однако были найдены и фалькаты с обоюдоострой заточкой.